# Comtat de Kent (Michigan)
El comtat de Kent és una divisió administrativa de l'estat de Michigan dels Estats Units. Segons el cens del 2020, el comtat tenia una població de 657.974 habitants, essent el quart comtat més poblat de Michigan i el més poblat fora de l'àrea de Detroit. La seu del comtat és Grand Rapids. El comtat fou creat el 1831 i organitzat el 1836. Duu el nom del jurista i erudit de Nova York James Kent, que representà el Territori de Michigan en la seva disputa amb Ohio sobre la Franja de Toledo .
El comtat de Kent forma part de l'àrea metropolitana de Grand Rapids i és el centre econòmic i manufacturer de West Michigan. És la llar dels jardins Frederik Meijer, una important fita cultural de l'Oest Mitjà. L'aeroport Gerald R. Ford és un important focus del trànsit aeri regional i internacional del comtat. La Buell Motorcycle Company té la seu al township de Cascade del comtat.

## Història
El riu Grand travessa el comtat. A la seva riba oest hi ha túmuls funeraris, restes dels desapareguts indis Hopewell. Al segle XVIII els odawa emigraren a aquesta zona, establint poblats al llarg de la vall del riu Grand. Al segle XIX s'estimava que hi havia més d'un miler d'odawes. A principis del segle XIX el comerç pelleter esdevingué una important indústria a la vall. Després de la Guerra de 1812, Rix Robinson i Louis Campau foren els primers comerciants de la zona. El 1826 Campau establí un lloc comercial a Grand Rapids. El 1831 comprà terres i planejà la ciutat. Campau és considerat el "pare" de la vila. Un any després l'agrimensor del govern Lucius Lyon comprà terrenys al nord de la propietat de Campau. Campau inspeccionà i planejà la vila seguint els senders dels nadius americans i Lyon havia planejat la seva propietat en el format de quadrícula anglesa, el que significava que hi havia dos pobles adjacents, amb diferents urbanismes. Posteriorment Campau va fusionar els pobles sota el nom de Grand Rapids.
El 1831 s'escindí del comtat de Kalamazoo. El 1838 s'incorporà Grand Rapids com el primer village del comtat. A finals de segle, estimulada per la construcció de diverses serradores, la zona era un important centre per a l'agricultura, l'explotació forestal i la fabricació de mobles.

## Geografia física

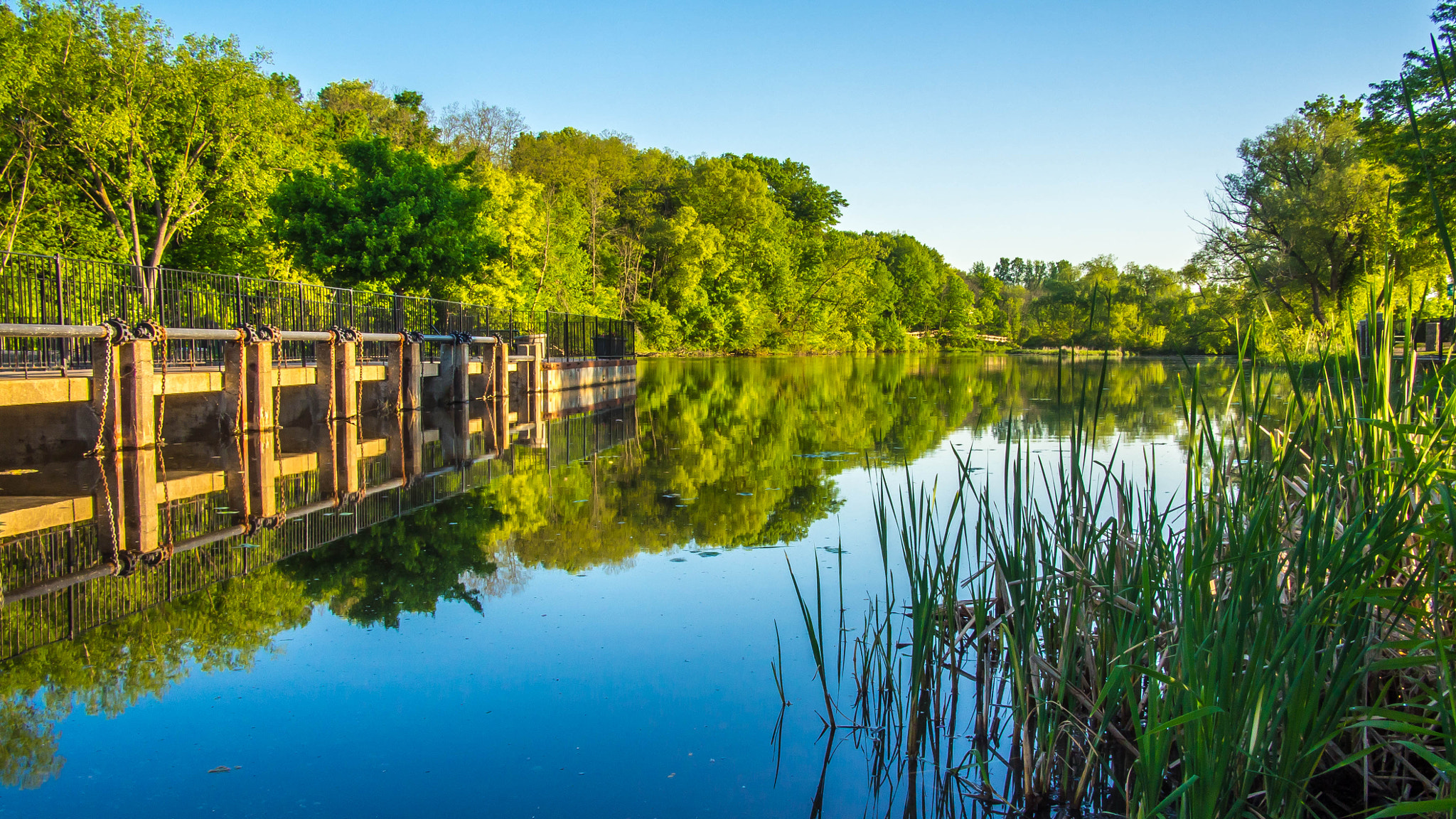
Presa de Rockford a Rockford, Michigan

Segons l'Oficina del Cens el comtat té una àrea de 872 milles quadrades (2,260 km2)  , de les quals 847 milles quadrades (2,190 km2)  son terra ferma i 25 milles quadrades (65 km2)   (2,9%) son cobertes per les aigües. El punt més alt del comtat de Kent és Fisk Knob Park, a Solon, a 1048 peus. XXXXXX
Pel que fa ala hidrografia Grand River, travessa el comtat des de la seva frontera oriental cap a l'oest, i després de passar pel comtat d'Ottawa, desemboca al llac Michigan a Grand Haven . Té tres afluents al comtat de Kent, enumerats per ordre de confluència:
- Flat River, entra al comtat per l'est, i s'uneix al Grand des del nord, a Lowell .
- El riu Thornapple, entra al comtat pel sud i s'uneix al Grand a Ada .
- Rogue River, entra al comtat pel nord, i s'uneix al Grand a Belmont .

## Geografia política

### Comtats adjacents

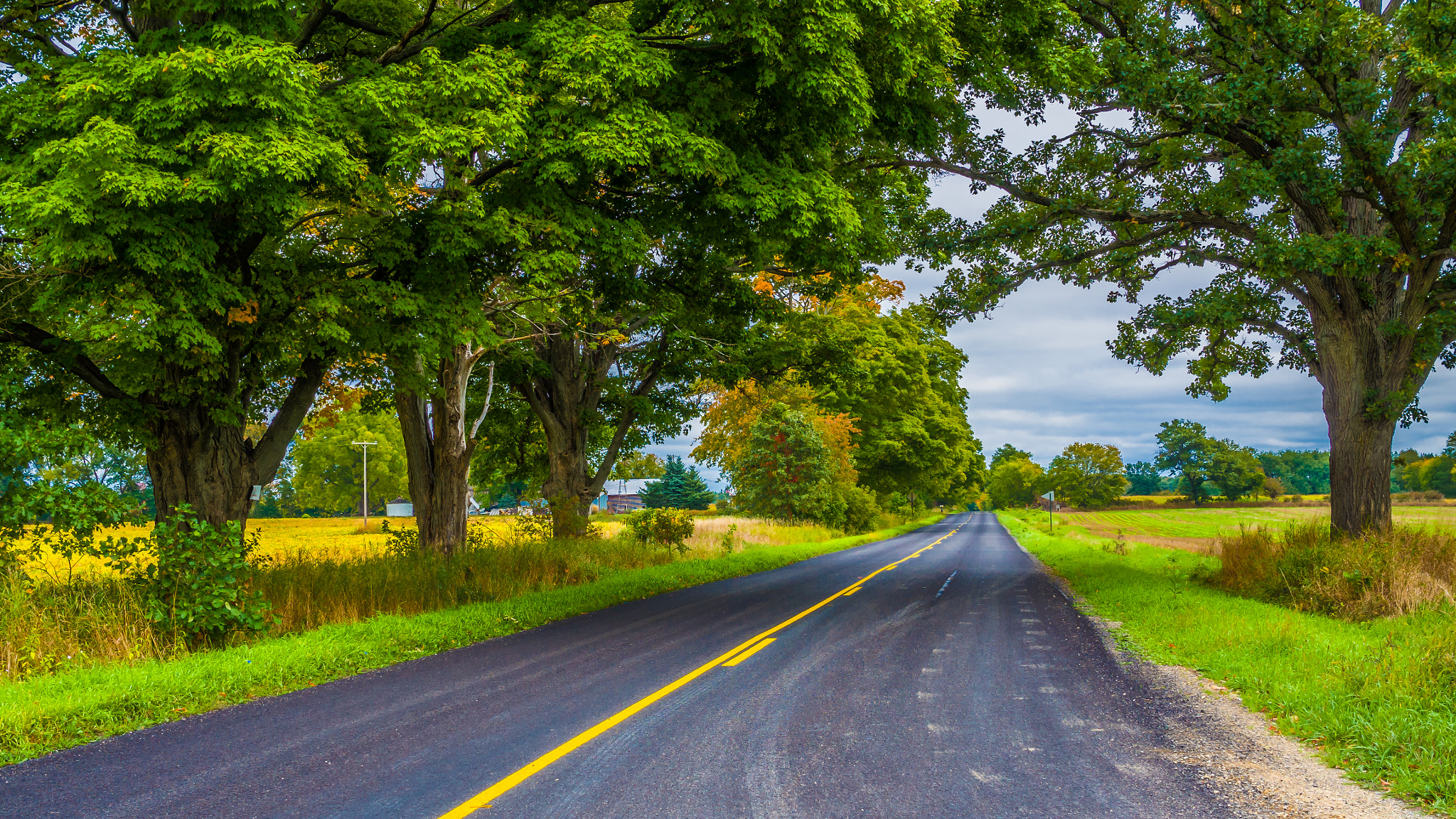
13 Mile Road al municipi rural de Courtland

- Comtat de Newaygo - nord
- Comtat de Montcalm - nord-est
- Comtat de Muskegon - nord-oest
- Comtat de Ionia - est
- Comtat d'Ottawa - oest
- Comtat d'Allegan - sud-oest
- Comtat de Barry - sud-est

### Entitats de població
Ciutats
- Cedar Springs
- East Grand Rapids
- Grand Rapids (seu de comtat)
- Grandville
- Kentwood
- Lowell
- Rockford
- Walker
- Wyoming

Villages
- Caledonia
- Casnovia (parcialment)
- Kent City
- Sand Lake
- Sparta

Charter townships
- Caledonia Charter Township
- Cascade Charter Township
- Gaines Charter Township
- Grand Rapids Charter Township
- Lowell Charter Township
- Plainfield Charter Township

Civil townships:
- Ada Township
- Algoma Township
- Alpine Township
- Bowne Township
- Byron Township
- Cannon Township
- Courtland Township
- Grattan Township
- Nelson Township
- Oakfield Township

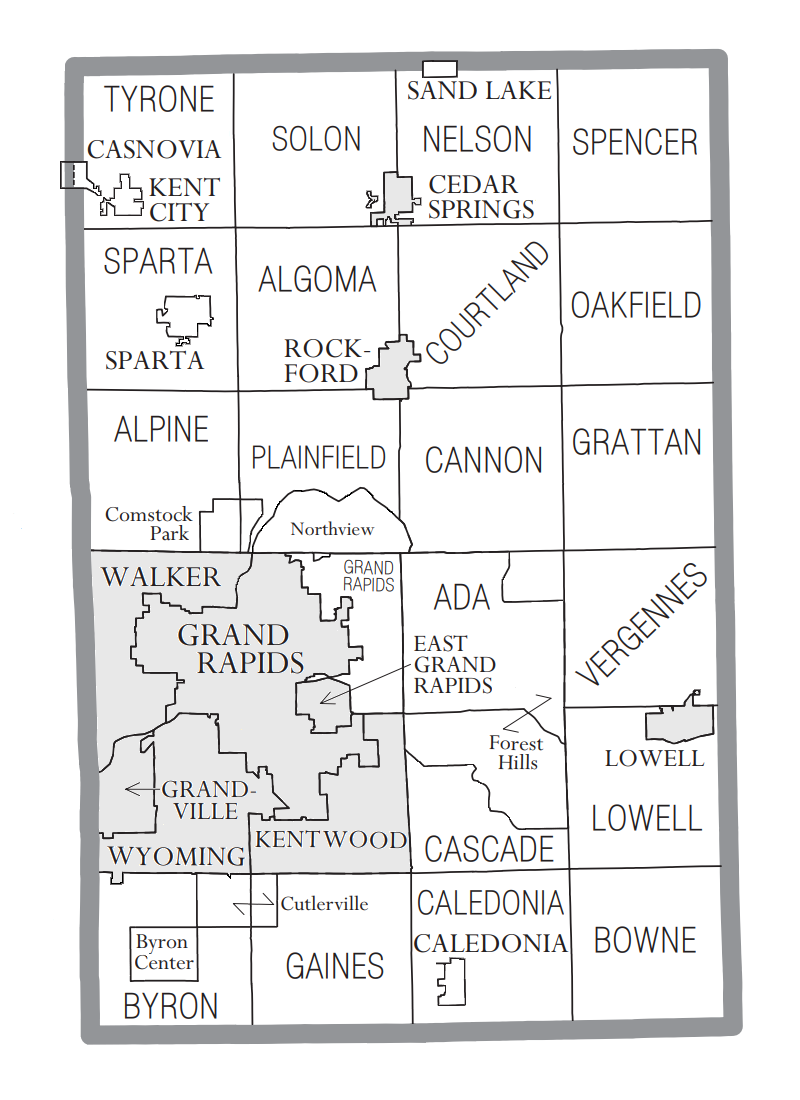
Mapa de dades del cens dels EUA que mostra els límits municipals locals dins del comtat de Kent. Les zones ombrejades representen ciutats incorporades.

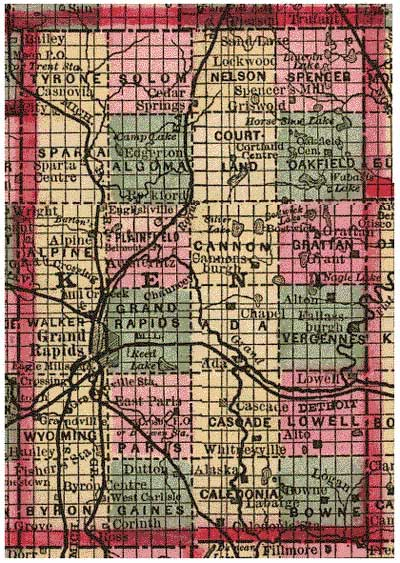
Una enquesta del Sistema de Demarcació del Territori Públic del comtat de Kent el 1885, que representa 24 municipis i subdivisions de seccions.

- Paris Township (desaparegut; repartit entre les localitats de  Wyoming, Grand Rapids i Kentwood)
- Solon Township
- Sparta Township
- Spencer Township
- Tyrone Township
- Vergennes Township

Llocs designats pel cens
- Byron Center
- Cannonsburg
- Comstock Park
- Cutlerville
- Forest Hills
- Northview

Altres comunitats no incorporades
- Ada
- Alaska
- Alto
- Belmont
- Cascade
- Chauncey
- Dutton
- Englishville
- Parnell

## Demografia
Segons el cens  del 2020 hi vivien 657.977 persones, el 72,3% dels quals eren blancs no hispans, el 10,8% negres o afroamericans, el 3,5% asiàtics, el 0,7% nadius americans i el 3,3% de dues o més races . L'11,3% eren hispans o llatins.

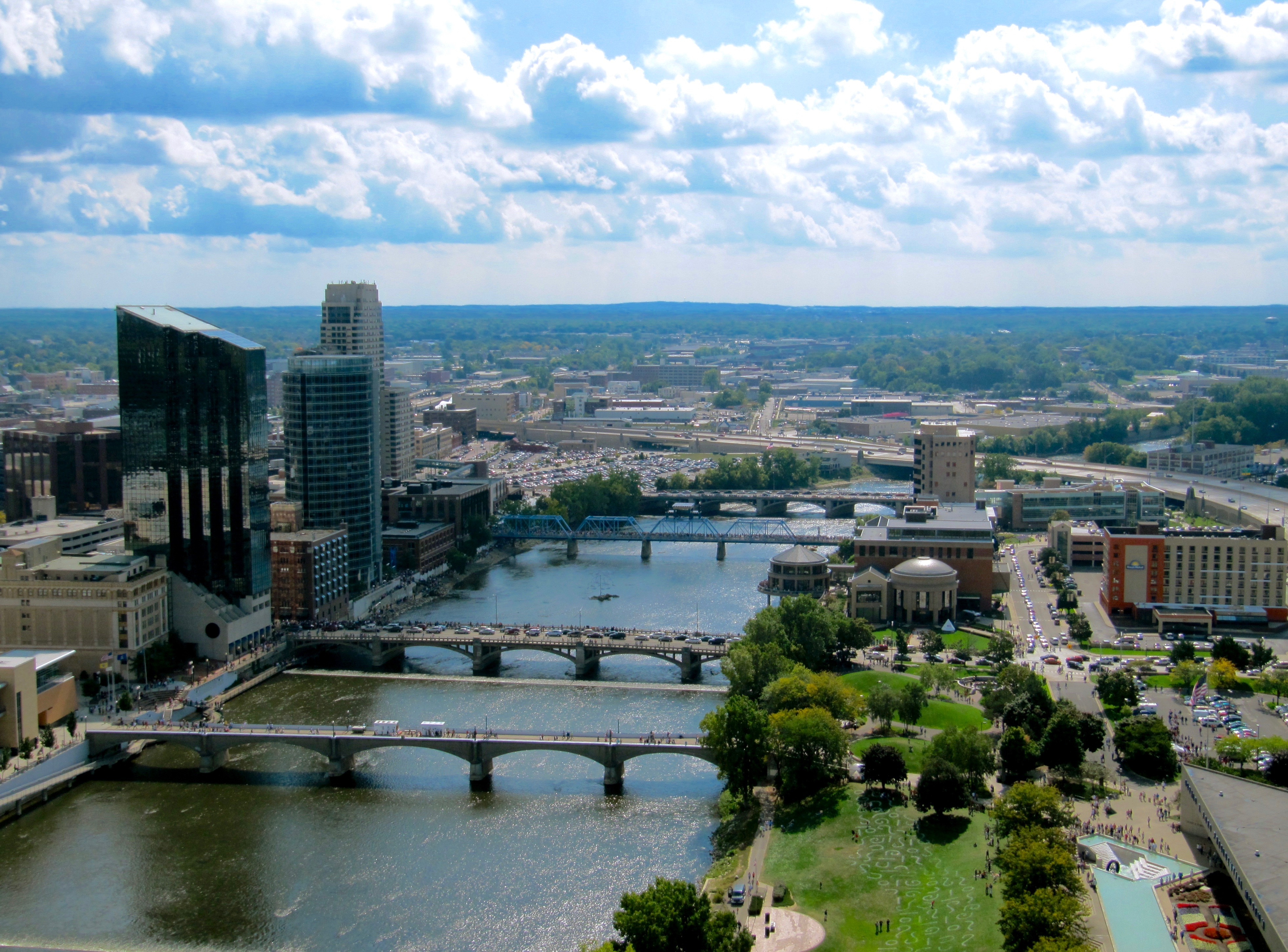
El riu Grand al centre de Grand Rapids

Segons el cens del 2010 hi vivien 602.622 persones vivint al comtat. El 76,1% eren blancs no hispans, el 10,2% negres o afroamericans, el 2,4% asiàtics, el 0,7% nadius americans, el 4,5% d'alguna altra raça i el 2,6% de dues o més races . El 9,7% eren hispans o llatins (de qualsevol raça).
Segons el cens del 2000 al comtat hi havia 574.335 persones, 212.890 llars i 144.126 famílies; derivant-se una densitat de població de 671 habitants per milla quadrada (259/km2)   . Hi havia 224.000 habitatges amb una densitat mitjana de 262 per milles quadrades (101/km2). D'acord als criteris de raça i etnicitat del cens, el perfil racial del comtat fou d'un 83,13% de blancs, un 8,93% de negres o afroamericans, un 0,52% nadius americans, un 1,86% d'asiàtics, un 0,06% d'illencs del Pacífic, un 3,34% d'altres races i un 2,16% de dues o més races. El 7,00% de la població era hispana o llatina de qualsevol raça.
El 19,6% va declarar ser d'ascendència holandesa ; 14,9% alemanya, 13,1% anglesa, 7,4% irlandesa, 7,1% polonesa i 5,5% ascendència nord-americana segons l'American Community Survey (enquesta de la comunitat americana) de 2010. El 90,0% només parlava anglès a casa, mentre que el 6,0% parlava espanyol.
En els 212.890 habitatges es repartia en les seüents franges etàries: en un 35,80% hi vivien menors de 18 anys, en un 52,30% hi vivien parelles casades, en un 11,60% dones solteres i en un 32,30% no eren unitats familiars. En el 25,60% dels habitatges hi vivien persones soles el 8,00% de les quals corresponia a persones de 65 anys o més que vivien soles. A cada habitatge hi vivient de mitjana 2,64 persones, mentre que per als habitatges ocupats per famílies ascendia a 3,20.
La població es distribuïa en les següents franges etàries: un 28,30% tenia menys de 18 anys, un 10,50% entre 18 i 24, un 31,20% entre 25 i 44, un 19,70% entre 45 i 64 i un 10,40% 65 anys o més. La mitjana d'edat era de 32 anys. Per cada 100 dones hi havia 96,90 homes. Per cada 100 dones de 18 o més anys hi havia 93,70 homes.
La renda mediana d'una llar del comtat era de 45.980 $ i la renda mediana d'una família de 54.770 $. Els homes tenien una renda mediana de 39.878 $ mentre que la de les dones era de 27.364 $. La renda per capita del comtat era de 21.629 $. El 8,90% de la població i el 6,30% de les famílies estaven per davall del llindar de pobresa. El 10,20% de la població menor de 18 anys i el 7,50% dels 65 o més vivien en la pobresa.

## Política
Tradicionalment el comtat de Kent, com l'oest de Michigan en el seu conjunt, ha sigut un reducte republicà. Durant la major part del segle xx, fou força conservador per ser un comtat eminentment urbà. El GOP només va perdre el comtat en quatre eleccions presidencials del 1888 al 2004, en dues de les quals el Partit Demòcrata  guanyà més de 400 vots electorals a tot el país. Tanmateix, a partir de la dècada de 2000, els demòcrates han rebut un creixent suport amb Grand Rapids i els suburbis propers donant suport al Partit Demòcrata, mentre que els suburbis exteriors i les zones rurals donaren suport al Partit Republicà. A partir de la dècada de 1990 Grand Rapids també ha elegit normalment els demòcrates a la legislatura estatal .
El 2008 el candidat presidencial demòcrata Obama guanyà ajustadament al comtat, rebent el 49,34% dels vots enfront del 48,83% del republicà McCain. Fou el primer cop que el comtat donava suport majoritari a un demòcrata per a la presidència des del 1964, i el quart cop des del 1884. En les anteriors eleccions (2004) la candidatura de Bush havia aconseguit gairebé el 59 % dels vots del comtat.
El 2012 el comtat retornà al camp republicà quan Romney guanyà el 53,0% dels vots enfront el 45,35% d'Obama. Quatre anys més tard, el republicà Trump guanyà el comtat amb el 47,66% dels vots, enfront al 44,61% de la seva rival demòcrata, Clinton, mentre que Gary Johnson del Partit Llibertari va rebre el 4,58%.
El 2020 la candidatura Biden/Harris va rebre gairebé el 52% dels vots al comtat, la quota de vot més alta d'una candidatura demòcrata des de Johnson el 1964. Biden ha sigut el tercer demòcrata des de 1916 en obtenir la majoria al comtat. En comparació, Obama només va guanyar el comtat per 1.573 vots el 2008 (un 49,7 % dels vots).
El comtat de Kent fou un dels únics tretze comtats dels Estats Units que votaren per Obama el 2008, Romney el 2012, Trump el 2016 i Biden el 2020. 
El 2024, Kamala Harris es va convertir en la primera demòcrata a portar el comtat de Kent mentre perdia les eleccions presidencials. Harris també va perdre Michigan el 2024, cosa que podria indicar un canvi cap a l'esquerra al comtat.
El comtat es considera un punt de referència políticament. El 2018, Gretchen Whitmer, ella mateixa nativa del comtat de Kent, es va convertir en la primera governadora demòcrata a guanyar el comtat després de la reelecció de James Blanchard el 1986 . També durant el mateix cicle, la senadora demòcrata en funcions Debbie Stabenow va guanyar el comtat per 0,3 punts, només la segona vegada (després de Carl Levin el 2008 ) des que Donald Riegle el 1982 el comtat va donar suport a un demòcrata pel Senat.
A la Cambra de Representants, la major part del comtat s'ha situat al tercer districte del Congrés de Michigan des del cicle de redistricte de 1993. Aquest districte havia estat anteriorment el cinquè districte del Congrés des de 1873 fins a 1993. L'actual representant del districte és la demòcrata Hillary Scholten . Fins que Scholten va prendre possessió el 2023, la ciutat havia estat representada per un republicà durant tots els mesos menys 35 des de 1913. L'únic demòcrata que va representar la ciutat en aquesta època va ser Richard Vander Veen, escollit per primera vegada en unes eleccions especials de 1974 després de l'ascens a vicepresident del diputat Gerald Ford durant molt de temps. Vander Veen va ser destituït pel republicà Harold S. Sawyer el 1976, i el GOP va ocupar l'escó sense interrupció fins a la victòria de Scholten el 2022. Subratllant encara més com ha estat històricament republicà el comtat, els demòcrates que representaven els districtes de Grand Rapids a la legislatura estatal eren normalment els únics demòcrates elegits per sobre del nivell del comtat fins al 2023.